# Praticolella taeniata
Praticolella taeniata är en snäckart som beskrevs av Henry Augustus Pilsbry 1940. Praticolella taeniata ingår i släktet Praticolella och familjen Polygyridae. Inga underarter finns listade i Catalogue of Life.